# Urophonius pizarroi
Espèce
Urophonius pizarroi est une espèce de scorpions de la famille des Bothriuridae.

## Distribution
Cette espèce est endémique de la région Métropolitaine de Santiago au Chili. Elle se rencontre sur le Cerro Manquehue et l'Alto de Cantillana.

## Description
Le mâle holotype mesure 24,14 mm et la femelle paratype 27,19 mm, les mâles mesurent de 21,5 à 28 mm et les femelles de 27 à 32 mm.

## Étymologie
Cette espèce est nommée en l'honneur de Jaime Pizarro-Araya.

## Publication originale
- Ojanguren-Affilastro, Ochoa, Mattoni & Prendini, 2010 : Systematic revision of the granulatus group of Urophonius Pocock, 1893 (Scorpiones, Bothriuridae), with description of a new species from Central Chile. American Museum Novitates, no 3695, p. 1–40 (texte intégral).